# Karl Philipp von Greiffenclau zu Vollrads

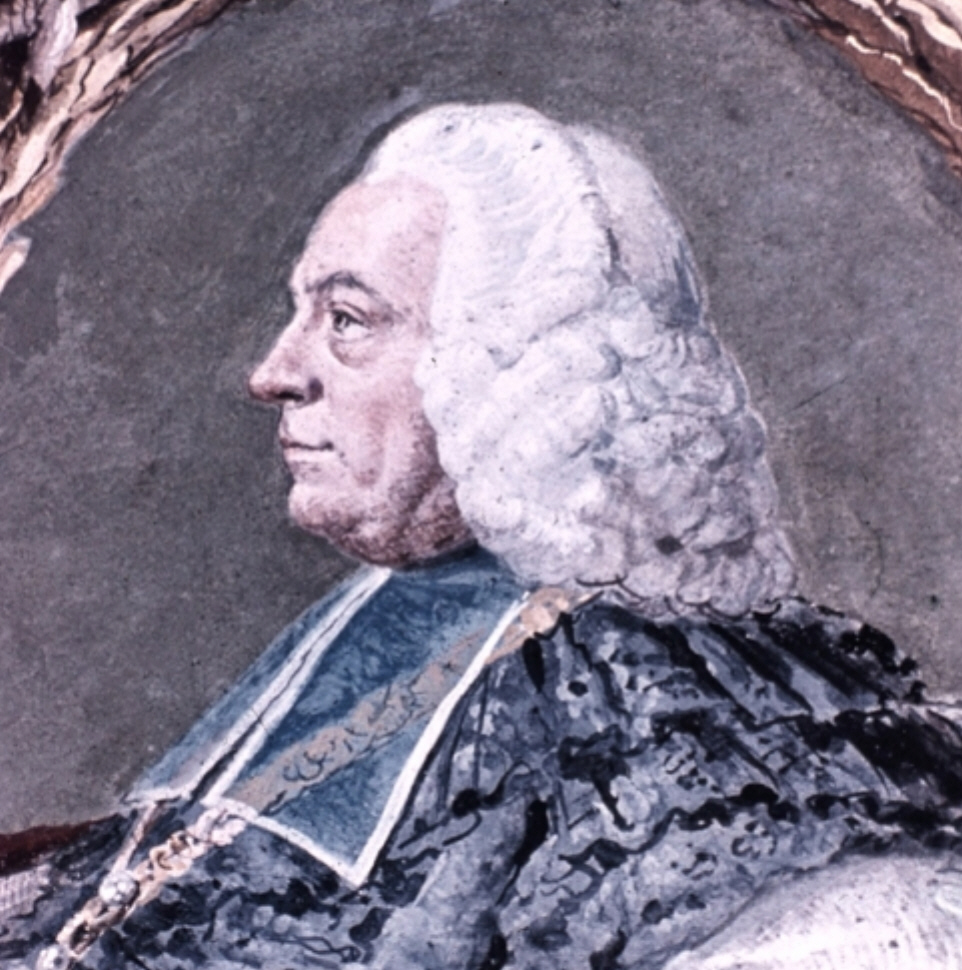
Karl Philipp von Greiffenclau-Vollrads; Deckengemälde-Porträt von Giovanni Battista Tiepolo in der Würzburger Residenz.

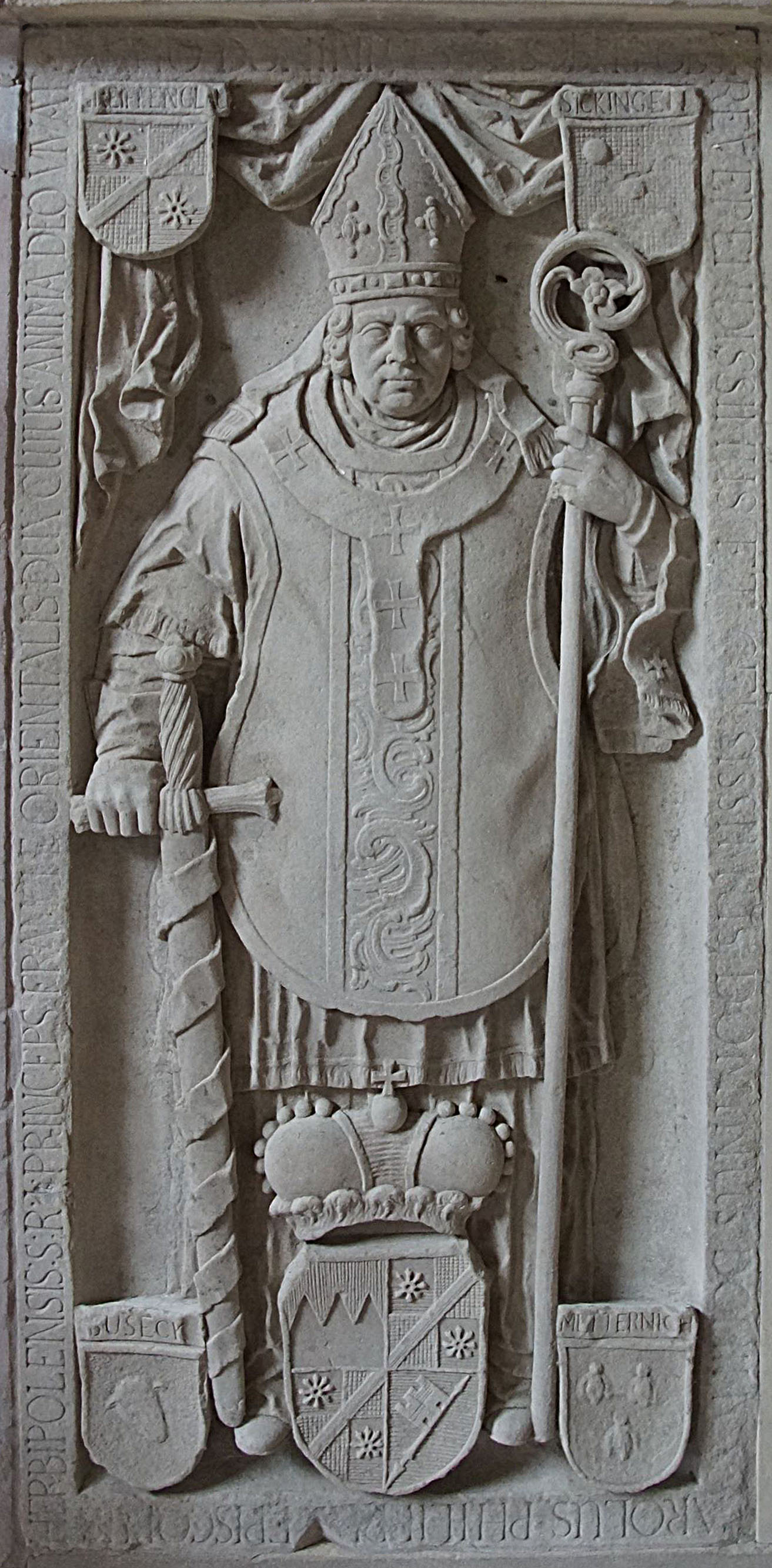
Grabplatte in der Marienkirche der Würzburger Festung Marienberg

Karl Philipp Heinrich von Greiffenklau-Vollraths oder Carl Philipp Reichsfreiherr von Greiffenclau zu Vollraths (* 1. Dezember 1690 auf Schloss Vollrads im Rheingau; † 25. November 1754 in Würzburg) war von 1749 bis 1754 Fürstbischof von Würzburg.

## Leben
Carl Philipps Eltern waren Johann Erwein von Greiffenclau-Vollrads (1663–1727) und dessen erste Frau Anna Lioba von Sickingen-Sickingen. Sein Onkel war Johann Philipp von Greiffenclau-Vollraths, der von 1699 bis 1719 Fürstbischof von Würzburg war. Sein Name wird auch als Karl Philipp Heinrich Freiherr von Greiffenclau zu Vollraths angegeben.
Seit 1705 bereits Domizellar in Würzburg, empfing Carl Philipp nach dem Studium an der Universität in Mainz 1715 die Priesterweihe. Obwohl er seit 1728 dem Domkapitel in Würzburg angehörte, hielt er weiterhin enge Verbindungen zum Erzstift Mainz, wo er von 1739 bis 1749 als Rektor der Universität amtierte.
Nach dem Tode des Würzburger Fürstbischofs Anselm Franz von Ingelheim wählte das Domkapitel ihn am 14. April 1749 zu dessen Nachfolger. Die päpstliche Bestätigung der Wahl erfolgte am 21. Juli desselben Jahres. Die Bischofsweihe spendete ihm am 5. Oktober 1749 Daniel Johann Anton von Gebsattel, Weihbischof in Würzburg, Mitkonsekratoren waren Johann Adam Buckel, Weihbischof in Speyer, und Heinrich Joseph von Nitschke, Weihbischof in Bamberg.
Carl Philipp führte ein allgemeines Gesangbuch für das gesamte Hochstift Würzburg ein, regelte die Verwaltung des pfarrlichen Vermögens neu und reformierte noch im Jahr seiner Wahl das Apotheker- und Ärztewesen. Außerdem betätigte sich der Fürstbischof als eifriger Förderer der Würzburger Universität. So führte er 1749 eine neue Studienordnung ein und veranlasste neben der Erhöhung der Professorengehälter die Errichtung eines Lehrstuhls für Experimentalphysik.
Einen Schatten auf Carl Philipps Amtszeit wirft die letzte Hexenverbrennung im Hochstift Würzburg im Jahre 1749. Das Opfer war die Ordensfrau Maria Renata Singer von Mossau aus dem Kloster Unterzell.
Carl Philipp von Greiffenclau setzte in Würzburg das schönbornsche Mäzenatentum fort und berief sofort nach seinem Regierungsantritt Balthasar Neumann wieder als Oberbaudirektor der Würzburger Residenz. Beim Ausbau der Residenz beschäftigte der kunstsinnige Landesherr bedeutende Künstler, wie den Hofschmied Johann Georg Oegg, den Freskenmaler Johann Zick, und den Stuckateur Antonio Giuseppe Bossi. Bleibenden Nachruhm erwarb sich Carl Philipp als Auftraggeber von Giovanni Battista Tiepolo, der mit seinen beiden Söhnen von 1749 bis 1753 den Kaisersaal und das Treppenhaus der Würzburger Residenz mit den weltberühmten Fresken ausstattete.
Nicht lange nach dem Ende der Arbeit Tiepolos an der Residenz starb der Fürstbischof am 25. November 1754 an den Folgen einer Lungentuberkulose, wurde obduziert und im Würzburger Dom beigesetzt. In seinen letzten Lebensjahren war der Jesuit Adam Huth sein Beichtvater.